# Securiflustra securifrons
Securiflustra securifrons (wigbladig mosdiertje) is een mosdiertjessoort uit de familie van de Flustridae. De wetenschappelijke naam van de soort werd in 1766 voor het eerst geldig gepubliceerd door Peter Simon Pallas.

## Beschrijving
De kolonies van S. securifrons worden niet groter dan 15 cm. De takken hebben niet dezelfde neiging om naar de punt toe te verwijden, zoals het vergelijkbare breedbladig mosdiertje (F. foliacea). De zooïde-omhulsels zijn rechthoekig en ongeveer vier keer zo lang als breed.

## Verspreiding
S. securifrons is wijdverbreid in de Noord-Atlantische Oceaan, zowel aan de Amerikaanse als aan de Europese kant. Het gedijt op rotsachtig substraat vanaf de subtidale zone tot 500 meter diep.